# Stazione di Trouville-Deauville
La stazione di Trouville-Deauville (in francese Gare de Trouville-Deauville) è una stazione ferroviaria situata nel comune di Deauville, Francia.